# 444418 Rohitbhartia
444418 Rohitbhartia è un asteroide della fascia principale. Scoperto nel 2005, presenta un'orbita caratterizzata da un semiasse maggiore pari a 3,196319 UA e da un'eccentricità di 0,121195, inclinata di 13,974583° rispetto all'eclittica.